# Hanley Castle (slott)
Hanley Castle är ett slott i Storbritannien.   Det ligger i grevskapet Worcestershire och riksdelen England, i den södra delen av landet, 160 km väster om huvudstaden London. Hanley Castle ligger 18 meter över havet.
Terrängen runt Hanley Castle är platt åt sydost, men åt nordväst är den kuperad.Runt Hanley Castle är det ganska tätbefolkat, med 166 invånare per kvadratkilometer. Närmaste större samhälle är Worcester, 13,2 km norr om Hanley Castle. Trakten runt Hanley Castle består till största delen av jordbruksmark.